# 津田幹土
津田 幹土（つだ かんと、1991年9月26日 - ）は、日本の俳優・演出家である。

## 略歴
明治大学文学部出身。2011年より明治大学シェイクスピアプロジェクトに参加。卒業までの3年間俳優として在籍。卒業後はフリーで活動し、松崎史也演出作品に数多く出演。一方でドラマ出演やナレーションなどでも活躍。

## 人物
- 誕生時、父親は海渡[かいと]という名前をつけるつもりでいたが、祖父に、氏名４文字のうち３文字にさんずいが付くと水難に見舞われる、と忠告され、響きの似た幹土になった。水(津のさんずい)と木(幹)と土を持つので、(太陽の)光があたる生き方をすれば立派な人物になる、という希望が含まれている。
- スポーツ全般を好み、野球選手・サッカー選手とも交流がある。学生時代、バレーボールをやっていたが、身長174cmのため花形選手にはなれなかった（ポジションはレフト）。
- TEAM NACSのマニアである[1]。『PARAMUSHIR』出演時に、メンバーよりもTEAM NACSに詳しく”歩くNACSpedia”と称される。TEAM NACSの曲でアップ(演技前の準備体操)することもあり、メンバーに「気持ち悪い」と苦笑されたエピソードも持つ。[2]
- 親が京都府出身のため、関西弁も話すことができる。
- 2019年より「田口涼のなんばりんぐイベント」に参加（イベントレギュラーメンバーとしてのことを”たぐイベメンバー”と称する）
たぐイベメンバー 担当ナンバー：4　担当カラー：オレンジ

## 出演

### 舞台
2011年
- 明治大学 第8回シェイクスピアプロジェクト『冬物語』（11月18日 - 20日、明治大学アカデミーホール） - カミロー 役

2012年
- 空かると 旗揚げ公演 『農業少女』（4月12日 - 14日、明治大学和泉キャンパス 第一校舎005教室）
- 明治大学 第9回シェイクスピアプロジェクト『お気に召すまま』（11月9日 - 11日、明治大学 アカデミーホール） - 前公爵 役

2013年
- 空かると 第二回公演『東京駅』（2月14日 - 17日、明治大学アートスタジオ）
- 明治大学 第10回シェイクスピアプロジェクト『ヘンリー四世』（11月8日 - 10日、明治大学 アカデミーホール） - ヘンリー四世 役

2014年
- 空かると 第三回公演『想稿 銀河鉄道の夜』（2月12日 - 14日、明治大学アートスタジオ）
- 『ジャンヌダルク』（10月7日 - 24日、赤坂ACTシアター/11月23日 - 24日、KAAT 神奈川芸術劇場） - エキストラアンサンブル

2015年
- 『WORLD 再演』（7月30日 - 8月2日、東京芸術劇場 シアターイースト） - ヴェルト兵 役/オウル戦士 役(アンサンブル)
- Casual Meets Shakespeare『The Twelfth Night』（10月28日 - 11月1日、新宿シアターモリエール） - 船長・神父 役(Bチーム)/トービー 役(Yチーム)

2016年
- DART'S『賢者の惡計』（1月19日 - 24日、ギャラリーLE DECO）
- 『クジラの子らは砂上に歌う 初演』（4月14日 - 19日、AiiA 2.5 Theater Tokyo） - アンサンブル
- Casual Meets Shakespeare『A Midsummer Night’s Dream～夏の夜の夢～ 再演』（6月1日 - 5日、ラゾーナ川崎プラザソル） - シーシアス 役(夏チーム・夏夜SP)
- 空かると 第四回公演『贋作 罪と罰』（7月1日 - 3日、新生館シアター）
- Casual Meets Shakespeare『Macbeth SC』（10月13日 - 17日、川崎ラゾーナプラザソル） - ロス 役(Sチーム)

2017年
- TRIBE 2nd『prey on』（1月25日 - 29日、八幡山ワーサルシアター） - 峰村ほむら 役
- 『龍よ、狼と踊れ〜Dragon,Dance with Wolves〜』（3月8日 - 20日、CBGKシブゲキ!!） - アンサンブル
- 『恋文ガール 再演』（5月24日 - 28日、シアターKASSAI） - 吉田ヨシハル 役

・朝劇下北沢『いつものいつか』（7月2日、CAFE VIZZ） - ゲスト出演
- ぱるエンタープライズ・劇団アルファー合同公演『葬送狂奏曲』（8月2日 - 6日、TACCS1179）
- Casual Meets Shakespeare『じゃじゃ馬ならし』（11月3日 - 12日、川崎ラゾーナプラザソル） - バプティスタ 役(Bチーム)

2018年
- TEAM NACS 第16回公演『PARAMUSHIR〜信じ続けた士魂の旗を掲げて』（2月3日 - 4月1日、TBS赤坂ACTシアター 他） - アンサンブル
- 『アリスの愛はどこにある 再演』（4月25日 - 29日、新宿シアターモリエール） - ノア 役(♠️チーム)
- 劇団TEAM-ODAC『猫と犬と約束の燈2018-夏』（7月7日 - 16日） - ♪チーム
- Casual Meets Shakespeare『Hamlet SC』（9月28日 - 10月8日、ラゾーナ川崎プラザソル） - ローゼンクランツ 役(Sチーム）　
- 劇団時間制作 第十八回公演『こっちとそっち』（11月14日 - 15日、萬劇場） - Aチーム

2019年
- Yプロジェクト×Zero Project×E-Stage『カルパノーラマ』（1月23日 - 27日、渋谷区文化総合センター大和田・伝承ホール）
- ノーマンズルーム第一回公演『フラグメント』By もぴプロジェクト（3月6日 - 10日、ひつじ座）
- UZR 第三回本公演 『彼は誰時の桜』（3月29日 - 4月7日、新宿御苑サンモールスタジオ）
- 『魍魎の匣』（6月21日 - 30日、天王洲 銀河劇場/7月4日 - 7日、AiiA 2.5 Theater Kobe） - 増岡則之 役
- UZR 短編作品集『GIFT』（11月20日 - 25日、高田馬場ラビネスト） - 津田 役、他
- UZR 第四回本公演 『クリスマスができるまで』（12月18日 - 25日、新宿コフレリオシアター） - 白石内蔵助 役

2020年
- Daisy times produce『夏の泡沫、波に消えて』（9月2日 - 6日、萬劇場）

2021年
- フリスティエンターテインメント公演 『招き猫のバンケット〜栄正夢幻目録〜』（2月3日 - 7日、上野ストアハウス）※公演中止
- 文学戯劇-宮沢賢治-『星紡ギの夜』（4月22日 - 25日、IMAホール） - 楽長・大学士A 役、他
- フリスティエンターテインメント公演 『ミライは僕等の手の中』（5月19日 - 23日、シアターKASSAI）
- Daisy times produce番外編公演『ハナコトバ vol.1』（6月11日 - 13日、赤坂チャンスシアター）
- UZR『この夏から一番遠い群青を探して』（8月28日 - 9月6日、劇場MOMO） - 蛍原泳人 役
- Alexandrite Stage『The Great Gatsby In Tokyo(Garberaチーム)』（9月28日 - 10月3日、六本木トリコロールシアター） -トム・ブキャナン 役
- インヘリット東京『ザ・ファイナル・セカンド〜永遠の一秒1989～』（11月5日 - 7日、彩の国さいたま芸術劇場 小ホール） - 原口千里（過去） 役
- melt//Planet『デバッグログ』（11月24日 - 29日、中野ザ・ポケット）

2022年
- 『BANANA FISH」The Stage -後編-』（1月20日 - 2月6日※演出変更公演・中止公演を含む、品川プリンスホテル ステラボール）- グレゴリー役
- Daisy times produce『リバース・ワールド』（3月16日 - 20日、中野ザ・ポケット）- レオ役
- 虹の素 × Daisy times produce『失恋フラワーショップ』（5月18日 - 22日、川崎H&Bシアター）出演・演出
- E-Stage Topiaプロデュース the Circulation ACT 4『MALFUNCTION』（8月25日 - 28日、シアターKASSAI）- 間谷海司役 
- 人狼TLPT 10th Anniversary ROSERIUM（2022年9月28日-10月10日 シアターサンモール） - 学者アレン 役
- 人狼TLPT Orbit（2022年11月22日 - 27日、上野ストアハウス） - 学者アレン 役
- mediterranean lily and fever『7DAYS -特殊能力捜査班-』（2022年12月21日 - 25日、萬劇場） - ネロ 役

2023年
- @emotion『NEVER EVER NEVER』（2023年1月25日 - 29日、六行会ホール） - ポンド 役
- E-Stage Topiaプロデュース『夜光星-ヒバナニマツワルキョウソウキョク-』（2023年3月1日 - 5日、中野ザ・ポケット） - トネガワ 役
- Daisy times produce『プリンセスだって』（2023年4月12日 - 16日、萬劇場） - アーサー 役

### イベント
- SP/ACE=project公演DVD発売イベント各種
- 田口涼のなんばりんぐイベント - レギュラーメンバー
- UZRまったり会 - ゲスト出演
- 劇場版!たぐコミュ人狼vol.1（2022年4月2日 ラゾーナ川崎プラザソル） - 第一部のみ [21]
- 安達健太郎と役者が漫才とトークするLIVE（2022年4月16日、池袋西口GEKIBA）

### ネット配信番組
- 田口涼のなんばりんぐチャンネル[22]
- 荒田聖×松丸知世×新原美波 WEB RADIOドラマ『snackエイプリルフール』58杯目「令和初の恋愛観」 - ゲスト出演[23]

### ドラマ
- 『ブラックペアン』[24]
- 『IQ246』[25]
- Youtube公開作品・リモートシネマ『それぞれの自宅』 - 第4話出演[26]
- 朗読劇『それぞれの自宅』[27]
- YouTube『産経ラストメッセージ・チャンネル』『母の願い』[28]

### CM
- 進研ゼミ - ナレーション

### モデル
- メトロポリターナトーキョー カメラ女子の撮影日記12[29]
- メトロポリターナトーキョー カメラ女子の撮影日記13[30]
- gekichap 「役者100人展」

## 演出

### 舞台
- YuPiMa!「クリスマスカレイド・パーティー」（2020年12月26日 - 27日、Café&bar 木星劇場）
- 虹の素 × Daisy times produce『失恋フラワーショップ』（2022年5月18日 - 22日、川崎H&Bシアター）出演・演出
- Daisy times produce『転生相談所 RINNE49』（2022年11月2日 - 6日、中野 MOMO）[31]